# Lincang
Lincang (临沧市,  Líncāng Shì) ist eine bezirksfreie Stadt im Westen der chinesischen Provinz Yunnan. Lincang hat eine Fläche von 23.621 km² und 2.257.991 Einwohner (Stand: Zensus 2020).

## Administrative Gliederung
Die bezirksfreie Stadt Lincang setzt sich auf Kreisebene aus einem Stadtbezirk, vier Kreisen und drei Autonomen Kreisen zusammen (Stand der Einwohnerzahlen: Zensus 2020):
- Stadtbezirk Linxiang – 临翔区 Línxiáng Qū, 2.561 km², 370.947 Einwohner;
- Kreis Fengqing – 凤庆县 Fèngqìng Xiàn, 3.307 km², 385.420 Einwohner;
- Kreis Yun – 云县 Yún Xiàn, 3.687 km², 389.180 Einwohner;
- Kreis Yongde – 永德县 Yǒngdé Xiàn, 3.220 km², 328.864 Einwohner;
- Kreis Zhenkang – 镇康县 Zhènkāng Xiàn, 2.530 km², 172.879 Einwohner;
- Autonomer Kreis Shuangjiang der Lahu, Va, Blang und Dai – 双江拉祜族佤族布朗族傣族自治县 Shuāngjiāng Lāhùzú Wǎzú Bùlǎngzú Dǎizú zìzhìxiàn, 2.166 km², 164.756 Einwohner;
- Autonomer Kreis Gengma der Dai und Va – 耿马傣族佤族自治县 Gěngmǎ Dǎizú Wǎzú zìzhìxiàn, 3.701 km², 285.683 Einwohner;
- Autonomer Kreis Cangyuan der Va – 沧源佤族自治县 Cāngyuán Wǎzú zìzhìxiàn, 2.490 km², 160.262 Einwohner.